# آنسگار بکرمن
آنسگار بکرمن (زادهٔ ۲۹ ژوئن ۱۹۴۵ در هامبورگ ) فیلسوفی آلمانی است که عمدتاً به فلسفه ذهن و معرفت‌شناسی می‌پردازد. او استاد فلسفه در دانشگاه بیله فلد است و رئیس (انجمن فلسفه تحلیلی آلمان) بود. بکرمن به دلیل استدلال هایش برای فیزیکالیسم و بحثش درباره مفهوم ظهور شناخته شده است.

## آثار منتشر شده

### انگلیسی
- ظهور یا کاهش؟ (با هانس فلور و جاگوون کیم )، برلین: والتر دو گرویتر، 1992.
- ویتگنشتاین، ویتگنشتاینیسم و فلسفه معاصر ذهن - تداوم ها و تغییرات. ویتگنشتاین امروز، 2004
- خودآگاهی در سیستم های شناختی، افراد. یک رویکرد میان رشته ای ، 2003
- "مشکل همیشگی تبیین پذیری تقلیل دهنده آگاهی پدیداری  در همبستگی های عصبی آگاهی - سوالات تجربی و مفهومی ، کمبریج، MIT-Press، 2000

- کلاسیک های فلسفه امروز (با دومینیک پرلر)، اشتوتگارت: Reclam 2004.
- درآمدی تحلیلی بر فلسفه ذهن. برلین: والتر دو گرویتر، 1999.
- مقدمه ای بر منطق. برلین: والتر دو گروتر، 1997.
- اثبات متافیزیکی دکارت بر دوگانگی، فرایبورگ: ورلاگ کارل آلبر، 1986
- نظریه اقدام تحلیلی. جلد 2، فرانکفورت: Suhrkamp، 1977.
- دلایل و علل کرونبرگ: Scriptor Verlag، 1977.